# زيت علوانة
زيت علوانة هو نوع من أنواع زيت الزيتون، تنتج بتراب إقليمي تاونات وتازة شمال المغرب، منذ عقود بعيدة. وهو زيت يتم إعدادها بطريقة تقليدية من خلال تحميص الزيتون. يتطلب إنتاج هذه الزيت الانضباط لقواعد عملية، باستخدام آلة ”المعيصرة”، وهي الآلة الخشبية التي تشتهر بصناعتها مداشر تابعة لجماعتي بوعادل وعين مديونة نواحي تاونات.